# Marcel Theroux

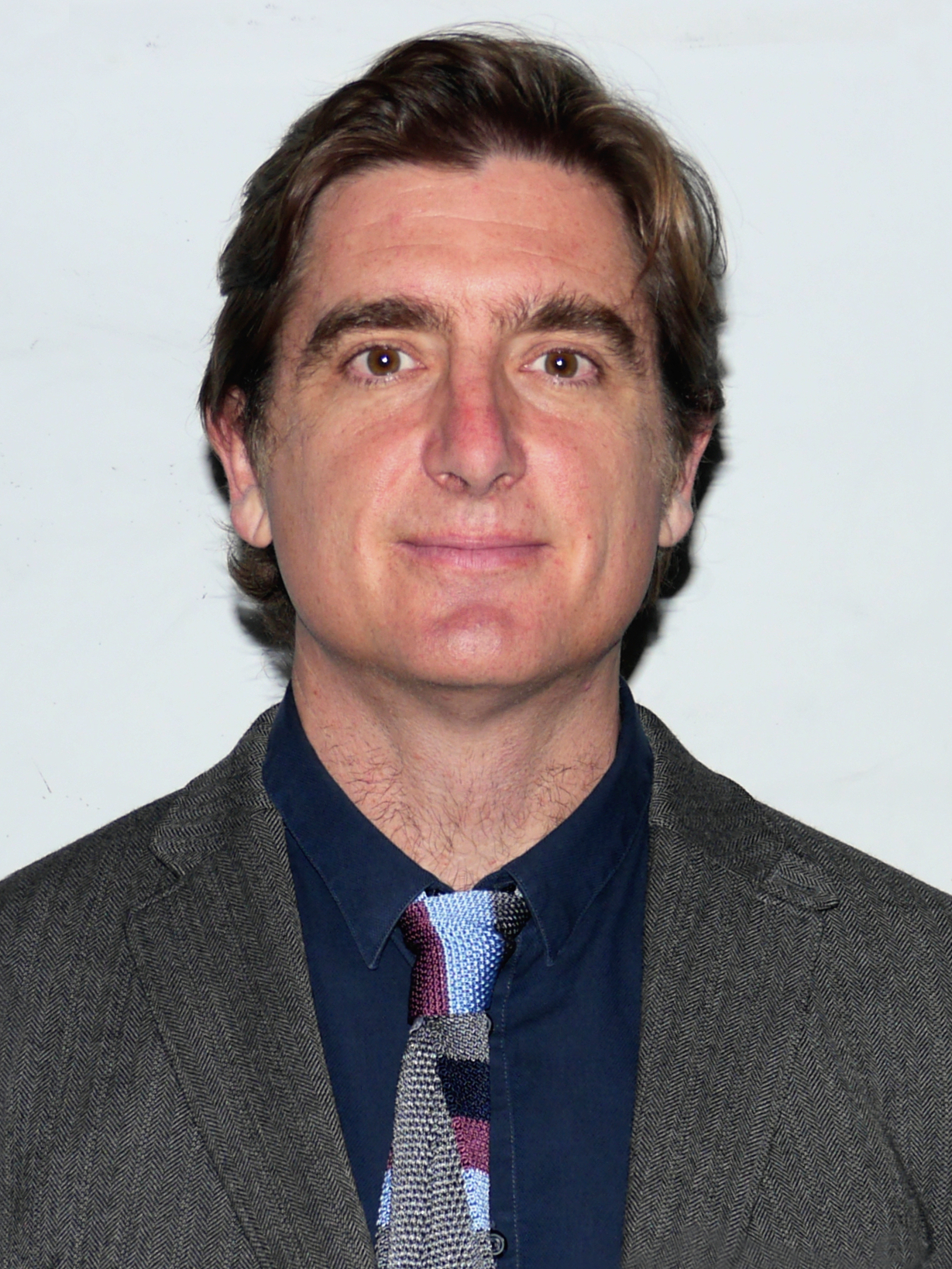
Marcel Theroux in 2017

Marcel Raymond Theroux (Kampala, 13 juni 1968) is een Brits schrijver en tv-presentator. Hij schreef A Stranger in the Earth en The Confessions of Mycroft Holmes waarvoor hij in 2002 de Somerset Maugham Award won. Zijn derde roman, A Blow to the Heart kwam uit in 2006 en de vierde verscheen in 2009. Zijn boek Strange Bodies werd in 2014 bekroond met de John W. Campbell Memorial Award.
Theroux, de oudste zoon van schrijver Paul Theroux en broer van journalist en documentairemaker Louis Theroux werkte voor nieuwszenders in Boston en New York.
- Bibsys: 10006767
- Bibliothèque nationale de France: cb144602900 (data)
- CiNii: DA17535250
- Gemeinsame Normdatei: 123669715
- International Standard Name Identifier: 0000 0000 6309 2847
- Library of Congress Control Number: nb98008984
- Bibliotheek van het Japanse parlement: 001106685
- Nationale bibliotheek van Australië: 35199571
- Nederlandse Thesaurus van Auteursnamen: 217858015
- Système universitaire de documentation: 147508606
- Trove: 861752
- Virtual International Authority File: 24824300
- WorldCat: E39PBJckRwQGc3XB8DGjqxM9Dq